# Diócesis de Puerto Iguazú

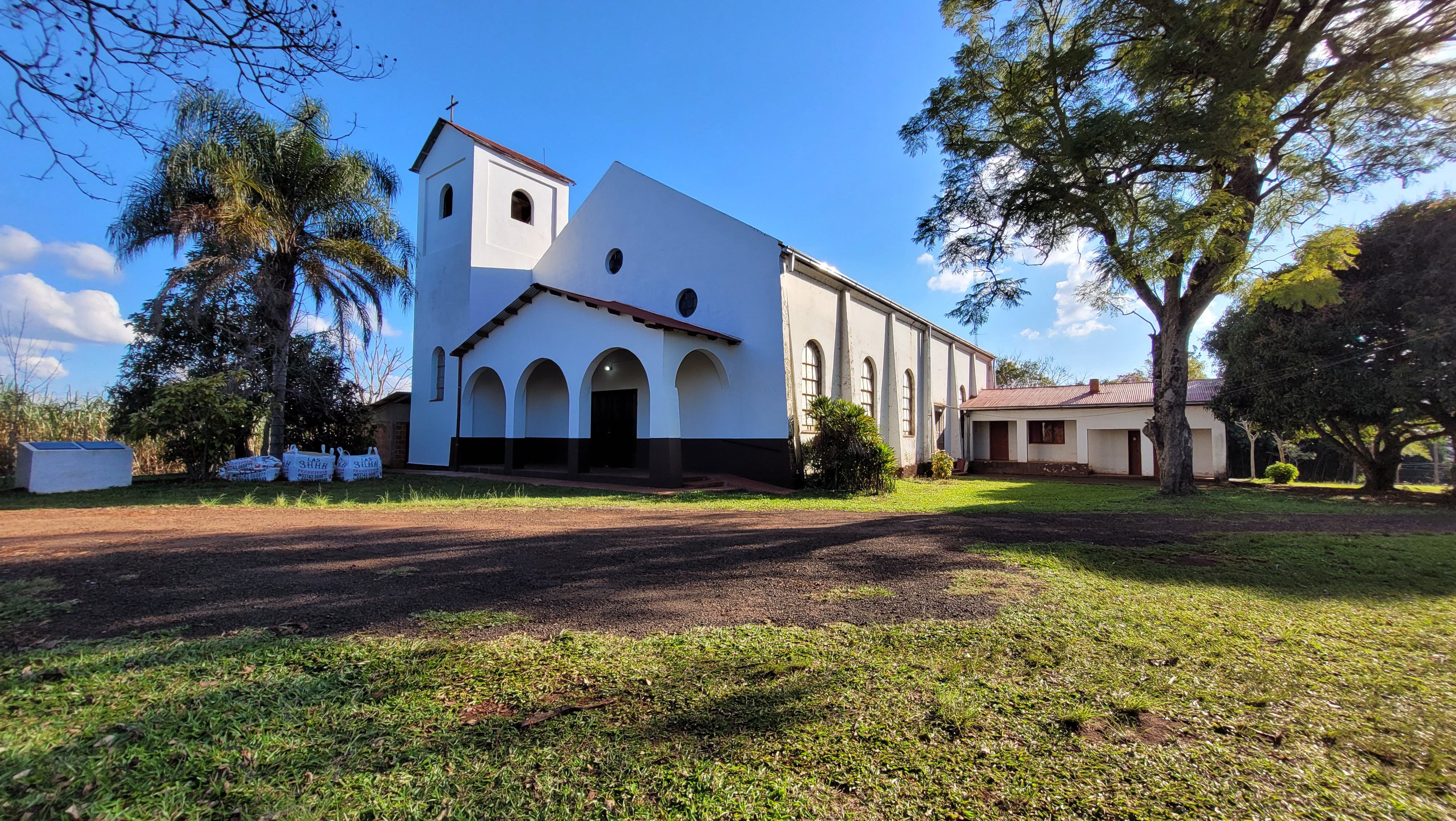
Capilla Santa Cecilia en Ruiz de Montoya.

La diócesis de Puerto Iguazú (en latín: Dioecesis Portus Iguassuensis) es una circunscripción eclesiástica de la Iglesia católica en Argentina. Se trata de una diócesis latina, sufragánea de la arquidiócesis de Corrientes. Desde el 8 de mayo de 2020 su obispo es Nicolás Baisi.

## Territorio y organización
La diócesis tiene 18 658 km² y extiende su jurisdicción sobre los fieles católicos de rito latino residentes en la provincia de Misiones en los departamentos de: Eldorado, General Manuel Belgrano, Iguazú, Montecarlo, San Pedro, y Libertador General San Martín.
La sede de la diócesis se encuentra en la ciudad de Puerto Iguazú, en donde se halla la Catedral de Nuestra Señora del Carmen.
En 2021 en la diócesis existían 36 parroquias. En el territorio de la diócesis se encuentra una parroquia de la eparquía de Santa María del Patrocinio en Buenos Aires de la Iglesia greco-católica ucraniana.

### Santos patronos
- Santa María del Iguazú (domingo posterior al 16 de agosto)
- Santos Mártires de las Misiones, Roque González, Alonso Rodríguez y Juan del Castillo (tercer domingo o 17 de noviembre)

## Historia
La diócesis fue erigida el 16 de junio de 1986 con parte de la diócesis de Posadas mediante la bula Abeunt alterna vice del papa Juan Pablo II, y su primer obispo fue el sacerdote jesuita español Joaquín Piña Batllevell.
El 13 de junio de 2009 cedió las 3 parroquias del departamento Guaraní para la erección de la diócesis de Oberá, y recibió las 2 parroquias del departamento Libertador General San Martín separadas de la diócesis de Posadas, mediante la bula Valde solliciti del papa Juan Pablo II.

## Estadísticas
Según el Anuario Pontificio 2022 la diócesis tenía a fines de 2021 un total de 380 120 fieles bautizados.
| Año                                                                             | Población            | Población | Población      | Sacerdotes | Sacerdotes    | Sacerdotes    | Bautizados por sacerdote | Diáconos permanentes | Religiosos | Religiosos | Parroquias |
| Año                                                                             | Bautizados católicos | Total     | % de católicos | Total      | Clero secular | Clero regular | Bautizados por sacerdote | Diáconos permanentes | Varones    | Mujeres    | Parroquias |
| ------------------------------------------------------------------------------- | -------------------- | --------- | -------------- | ---------- | ------------- | ------------- | ------------------------ | -------------------- | ---------- | ---------- | ---------- |
| 1990                                                                            | 160 000              | 210 000   | 76.2           | 21         | 2             | 19            | 7619                     | 3                    | 23         | 71         | 16         |
| 1999                                                                            | 190 000              | 261 000   | 72.8           | 42         | 22            | 20            | 4523                     | 17                   | 20         | 83         | 23         |
| 2000                                                                            | 192 000              | 264 000   | 72.7           | 41         | 21            | 20            | 4682                     | 19                   | 20         | 80         | 24         |
| 2001                                                                            | 200 000              | 280 000   | 71.4           | 41         | 21            | 20            | 4878                     | 20                   | 20         | 82         | 24         |
| 2002                                                                            | 205 000              | 290 000   | 70.7           | 38         | 21            | 17            | 5394                     | 21                   | 18         | 80         | 24         |
| 2003                                                                            | 210 000              | 295 000   | 71.2           | 40         | 22            | 18            | 5250                     | 22                   | 24         | 77         | 24         |
| 2004                                                                            | 210 000              | 300 000   | 70.0           | 39         | 19            | 20            | 5384                     | 21                   | 20         | 75         | 25         |
| 2013                                                                            | 177 200              | 244 600   | 72.4           | 41         | 24            | 17            | 4321                     | 34                   | 20         | 62         | 30         |
| 2016                                                                            | 348 430              | 483 930   | 72.0           | 44         | 32            | 12            | 7918                     | 34                   | 13         | 39         | 30         |
| 2019                                                                            | 354 000              | 495 000   | 71.5           | 44         | 33            | 11            | 8045                     | 34                   | 11         | 60         | 33         |
| 2021                                                                            | 380 120              | 511 000   | 74.4           | 53         | 42            | 11            | 7172                     | 34                   | 13         | 32         | 36         |
| Fuente: Catholic-Hierarchy, que a su vez toma los datos del Anuario Pontificio. |                      |           |                |            |               |               |                          |                      |            |            |            |

## Episcopologio
- Joaquín Piña Batllevell, S.I. † (16 de junio de 1986-3 de octubre de 2006 retirado)
- Marcelo Raúl Martorell † (8 de diciembre de 2006-8 de mayo de 2020 retirado)
- Nicolás Baisi, desde el 8 de mayo de 2020